# Anders Paulrud
Anders Paulrud (* 14. Mai 1951 in Karlskrona; † 6. Januar 2008) war ein schwedischer Journalist und Autor.
Der langjährige Kulturredakteur von Aftonbladet debütierte 1994 als Schriftsteller mit dem Roman Det regnar i Wimbledon, dem in den folgenden Jahren weitere Bücher folgten. Paulrud wurde mit mehreren schwedischen Literaturpreisen ausgezeichnet. 
Im Januar 2008 starb Paulrud an Lungenkrebs.
| Personendaten    | Personendaten               |
| ---------------- | --------------------------- |
| NAME             | Paulrud, Anders             |
| KURZBESCHREIBUNG | schwedischer Schriftsteller |
| GEBURTSDATUM     | 14. Mai 1951                |
| GEBURTSORT       | Karlskrona                  |
| STERBEDATUM      | 6. Januar 2008              |